# Еяф'ятлайокютль
Е́яф'ятлайокютль  (ісл. Eyjafjallajökull, дос. «льодовик Острівних гір», [ˈɛɪjaˌfjatlaˌjœːkʏtl̥] ( прослухати)) — 6-й за розміром льодовик в Ісландії, розташований на півдні країни на відстані 200 км на схід від її столиці Рейк'явіка. Вкриває вулкан Еяфйотль.

## Назва
В перекладі з ісландської Eyjafjallajökull — це «льодовик Острівних гір». Острівні гори (Eyjafjöll) — це гірський хребет на півдні Ісландії навпроти Вестманових островів (Vestmannaeyjar). Буквально це поєднання трьох слів:
- ісл. Eyja [ɛɪja] — острів,
- ісл. Fjalla [fjatlla] — гори (множина, родовий відмінок),
- ісл. Jökull [jœːkʏtl] — льодовик.

### Вимова
Існує як мінімум 3 приклади вимови ісладнцями цієї назви:
- середня швидкість[2] — слухатиⓘ. Для неісландського вуха важко вловити щось схоже на письмову назву.
- мала швидкість — слухатиⓘ. Цілком можна розрізнити звуки і зіставити з письмовою назвою.
- висока швидкість[3] — слухати [Архівовано 14 листопада 2010 у Wayback Machine.]. Текст, що вимовляється: «the Eyjafjallajokull volcano.» Розрізнити щось ще важче, ніж при середній швидкості.

Неісландці зазвичай вимовляють ближче до малої швидкості ісландської вимови слухатиⓘ.

## Вулкан

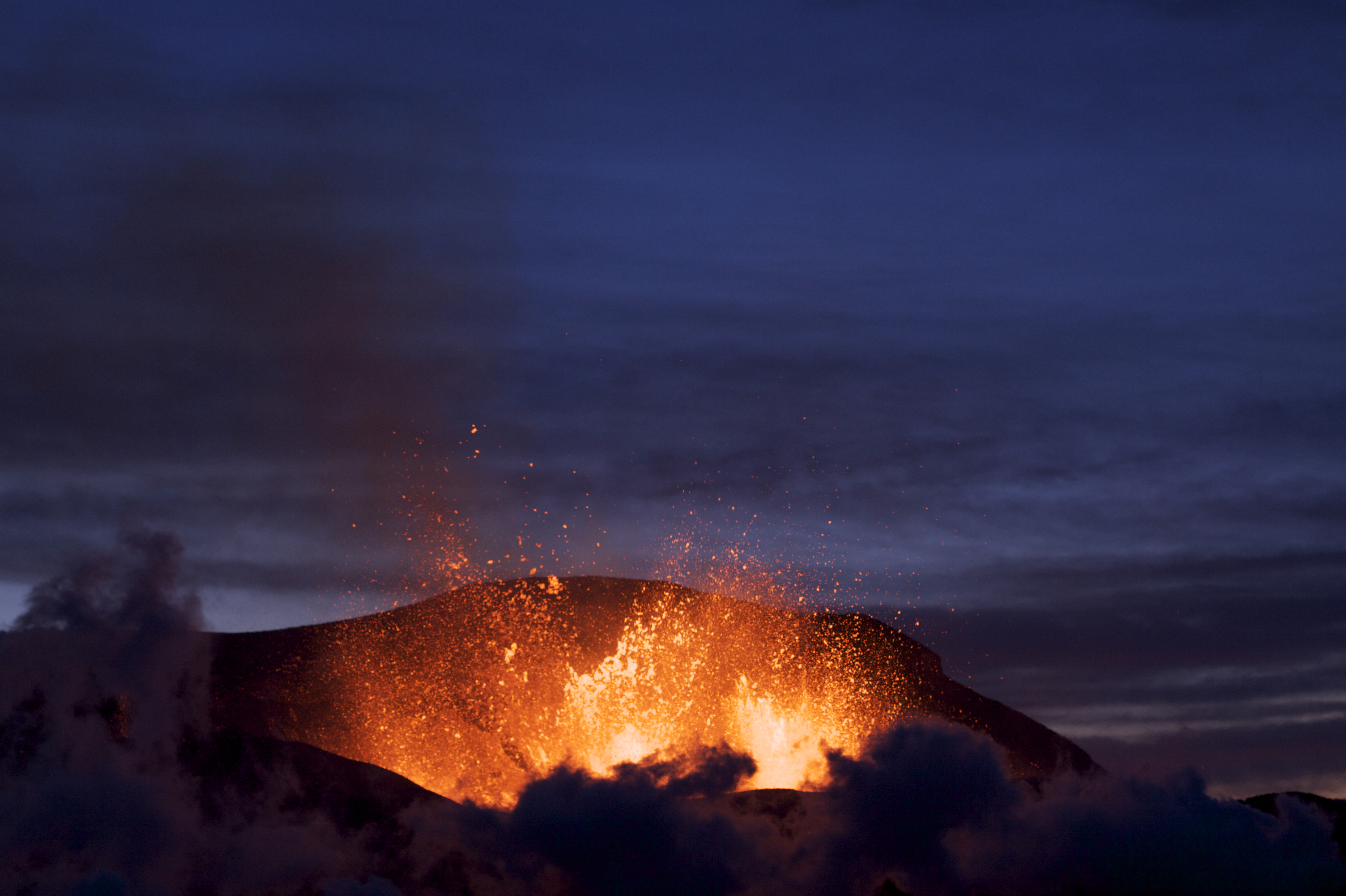
Виверження, 27 березня 2010

Шапка льодовика накриває вулкан Еяфйотль (Eyjafjöll МФА: [ˈɛɪjaˌfjœtl̥]), хоча в пресі його часто просто називають за іменем льодовика Еяф'ядтайокютль. Висота вулкана 1666 м, діаметр кратера — 2,5 км, покритий льодовиками площею близько 100 км².

### Виверження 2010 року
Вулкан останнім часом вивергався двічі — 20 березня і 15 квітня 2010 року. Останнє виверження спричинило закриття повітряного простору частини Європи і скасування великої кількості авіарейсів у квітні 2010 року. Повітряний простір закрили Ісландія, Велика Британія, Фінляндія, Австрія, Ірландія, Данія, Швеція, Литва й Латвія. Частково закрили свій повітряний простір Німеччина, Бельгія, Польща, Чехія, Франція, Нідерланди й Норвегія.
Оскільки вулкан розташований на льодовиковому плато, сам льодовик через високі температури почав танути. Із сусідніх населених пунктів була здійснена евакуація населення. Ще до початку виверження влада евакуювала близько 800 осіб.
Попереднє виверження вулкана було зареєстровано в 1821 році і тягнулося до 1823 року. Через наслідки виверження на суспільне життя в Європі дехто побоювався, що може повторитися рік без літа.
Загалом відомо про чотири виверження вулкана: в 920, 1612, 1821 та 2010 роках.